# Emily Osment/Konzerte und Tourneen
In diesem Artikel werden tabellarisch die Tourneen der Indie·Rock-beeinflussten US-amerikanischen Pop·Rock-Sängerin und Songschreiberin Emily Osment (* 10. März 1992) aufgelistet, mit vielen Infos dazu. Zum ausführlichen Artikel über Osments Diskografie siehe hier → Emily Osment/Diskografie.

## Tourneen
| Jahr | Titel                                     | Zeitraum                                                     | Auftritte |
| --- | ----------------------------------------- | ------------------------------------------------------------ | --------- |
| 2009 | Halloween Bash Tour                       | 7. November 2009 – 28. November 2009 (Ostküstenstaaten USA)  | 12        |
| Bei ihrer ersten Tournee trat Emily Osment im Vorprogramm der Band Push Play in Erscheinung. Diese bewarb die Konzerte unter dem Namen „Midnight Romeo Tour“. Die 12 Konzerte fanden in folgenden Städten statt: Wilmington/NC, Vienna/VA, Charlotte/NC, Providence/RI, Boston/MA, Baltimore/MD, Virginia Beach/VC, Atlanta/GA, South Hackensack/NJ, Pittsburgh/PA, Knoxville/TN und Miami/Fl. Zur Setlist von Osment gehörten sämtliche Lieder ihrer EP All the right wrongs sowie die Coversongs Bad Reputation (Joan Jett) und High & Dry (Radiohead). |                                           |                                                              |           |
| 2010 | Clap Your Hands Tour                      | 7. Januar 2010 – 2. Mai 2010 (Kanada, USA)                   | 13        |
| Diese Tournee spielte Osment als Headlinerin, dabei trat sie in den USA und Kanada auf. Die Tour startete mit vier Konzerten in Kanada (Surrey/BC, Mississauga/ON, Belleville/ON, Ottawa/ON) und pausierte anschließend vom 12. Januar bis zum 6. März. Danach ging sie In folgenden Städten in den USA weiter: Anaheim/CA, Minneapolis/MN, Chicago/IL, Philadelphia/PA, New York City/NY, Houston/TX, Dallas/TX, Los Angeles/CA, San Diego/CA. Zur Setlist gehörten die Songs You Are The Only One, Found Out About You, What About Me, Fight Or Flight, Average Girl, I Hate The Homecoming Queen aus der EP All the Right Wrongs, sowie die Coversongs High and Dry (Radiohead), One Of Those Days (Whitney Houston), und auch die Lieder The Cycle, Let's Be Friends, Truth Or Dare, 1-800 Clap Your Hands ihres Debütalbums Fight or Flight, welches im Frühherbst des Jahres 2010 erschien.                                                                          |                                           |                                                              |           |
| 2010 | SodaPOP-Tour                              | 5. Juni 2010 – 3. Juli 2010 (Kanada)                         | 17        |
| Diese Tour umfasste 17 Shows in Kanada, bei welcher Osment und die Band Jesse LaBelle beide als Headliner fungierten. Die Tour führte die beiden, unterstützt von den Vorgruppen Danny Fernandes, The New Cities und Alyssa Reid, in die Städte Vancouver/BC, Vernon/BC, Calgary/AB, Medicine Hat/AB, Edmonton/AB, Regina/SK, Winnipeg/MB, Thunder Bay/ON, North Bay/ON, Hamilton/ON, Ottawa/ON, Kitchener/ON, Toronto/ON, Fredericton/NB, Halifax/NS (2 Konzerte) und Brockville/ON. Zur Setlist gehörten wie bei der Clap Your Hands Tour die Songs You Are The Only One, Found Out About You, What About Me, Fight Or Flight, Average Girl, I Hate The Homecoming Queen aus der EP All the right wrongs, das Radiohead-Cover High and Dry, das Whitney Houston-Cover One Of Those Days, und The Cycle, Let's Be Friends, Truth Or Dare, 1-800 Clap Your Hands aus dem Album Fight or Flight. Bei den Konzerten lernte Osment backstage ihren Freund Mike Sleath kennen. |                                           |                                                              |           |
| 2010 | Fight or Flight Brazilian/USA Tour        | 9. Oktober – 8. Dezember 2010 (Neuengland, Brasilien, USA)   | 12        |
| Auch hier war sie der Headliner der Tour die am 9. Oktober 2010 auf dem Topsfield Air Fair in Maine/New England startete und dann nach Brasilien (São Paulo/BR und Rio de Janeiro/BR) ging. Anschließend führte die Tour über Fredericksburg/VA, Alexandria/LA, New Orleans/LA, Mobile/AL, Dallas/TX, Tulsa/OK, Albany/NY und Appleton/WI wieder durch die USA. Auf der Setlist von Osment standen die Songs You Are the Only One, I Hate the Homecoming Queen, All the Way Up, Average Girl und What About Me aus der EP All the right wrongs, sowie Marisol, Lovesick, Get Yer Yah-Yah's Out, The Cycle, Let's Be Friends, 1-800 Clap Your Hands, Use Somebody, All the Boys Want und Double Talk aus dem Album Fight or Flight. |                                           |                                                              |           |
| 2011 | Magic Springs Summer Pepsi Concert Series | 30. Juli – 25. August 2011 (Mittlerer Westen USA und Kanada) | 5         |
| Diese Tour fand zusammen mit Drake Bell im Rahmen der Magic Springs Summer Pepsi Concert Series statt. Diese führte sie durch Hot Springs/AR, Corvallis/OR, Dartmouth/NS, Maple/ON und Mitchell/SD. Die Setlist bestand aus den Fight or Flight- Songs Marisol, Lovesick, Get Yer Yah-Yah's Out, The Cycle, Let's Be Friends, 1-800 Clap Your Hands, Use Somebody, All the Boys Want, You get me through und Double Talk sowie den neuen Songs Keep Coming Around, Spin und Hey Baby. |                                           |                                                              |           |